# ビフ・ビューシック
ビフ・ビューシック（Biff Busick）のリングネームで知られるクリス・ジラード（Christopher "Chris" Girard、1985年12月21日 - ）は、アメリカ合衆国のプロレスラー。マサチューセッツ州ボストン出身。現在はオニー・ローキャン（Oney Lorcan）のリングネームでWWEの205 Liveに所属。

## 来歴
2003年、地元であるマサチューセッツ州を拠点とするCW（Chaotic Wrestling）が運営するカオティック・トレーニングセンターとキラー・コワルスキーが主宰するキラー・コワルスキー・スクールを掛け持ちしてトレーニングを開始。同年、プロレスラーデビューを果たす。デビュー後、ボルテックス（Vortex）とビフ・ビューシック（Biff Busick）のリングネームを使い分けてCWを中心にマサチューセッツ州を拠点とするTRP（Top Rope Promotions）、メイン州を拠点にするNWA加盟団体であるNWA on Fireに参戦。
2009年7月12日、TRP Whaling City Festivalにてジェイ・フレッディー & スパイク・ダッドリーと組んでバック・ナスティー & スコット・レヴェスク & スコット・リードと対戦して勝利。11月13日、CW Night of Chaos 2009にてWCWや新日本プロレスに参戦経験のあるリック・フーラーと対戦して時間切れでの引き分けに終わる。
2010年1月1日、WWE・SmackDownにて招待レスラーとして参戦。カロライナ・パンサーズのジャケットを着用したカロライナ・パンサー（The Carolina Panther）なるギミックで登場し、グレート・カリと対戦。フットボール・タックルからパンチを連打するが首を掴まれるとパンジャーブ・プランジを喰らいわずか30秒で敗戦した。
2012年4月6日、TRP The Anniversary 2012にてTRPインターステート王座を保持するジェイソン・ブレイドに挑戦。激しい打撃の応酬を制してベルトを奪取した。7月14日、TRP Whaling City FestivalにてTRPヘビー級王座を保持するマット・ターバンに挑戦して勝利し、ベルトを奪取した。9月30日、マサチューセッツ州を拠点にするBeyond WrestlingのArmory Amoreに参戦。CHIKARA所属のチャック・テイラーと対戦して勝利。11月23日、オハイオ州を拠点とするAIW（Absolute Intense Wrestling）のHell On Earth 8にてジャカと対戦。終盤にブロックバスターを決めるが倒れた状態のジャカから変型の腕十字固めを極められギブアップした。
2013年4月5日、CZWのCZW At WrestleConに参戦。ユニットであるフロント（The Front）の一員となり、ドリュー・グラック率いるキャンペーン・フォア・ア・ベター・コンバットゾーンとフォールズ・カウント・エニウェアマッチで対戦するが敗戦した。6月14日、Beyond Wrestling We Care A Lotにてエディ・エドワーズと対戦。30分という長期戦となるが最後にハーフ・アンド・ハーフ・スープレックスを決めて勝利した。同月30日、ニュージャージー州を拠点とするWIR（Wrestling Is Respect）の1DayトーナメントであるQuest To The Bestにフランク・オルーク（Frank O'Rourke）のリングネームで参戦。1回戦でグラン・アクマ、準決勝でアンソニー・ストーンを撃破。そして決勝にしてCHIKARA所属のグリーン・アントと対戦して勝利。優勝を飾った。9月14日、CZW Down With The Sickness 2013にてナイルズ・ソツィオと組んでOI4K（デーブ・クリスト & ジェイク・クリスト）と対戦。終盤に追い込まれるがDJハイドの介入により攻勢を逆転すると最後にソツィオがジェイクを丸め込み勝利した。同月15日、Beyond Wrestling Point Of No ReturnにてCZWではライバル関係であるドリュー・グラックと組んでドージョー・ブロズ（エディ・エドワーズ & ロデリック・ストロング）と対戦。最後にストロングにハーフ・アンド・ハーフ・スープレックスを決めて勝利。以降、アントニオ・トーマス、ファイヤー・アント、トマソ・チャンパといった実力者達を相手に勝利を収める。11月17日、Beyond Wrestling Tournament For Tomorrow IIにてエディ・エドワーズと60分アイアンマンマッチでの試合を行う。試合は熾烈な打撃戦となるが52分に受け身を取れない状態にしたスーパーハーフネルソン・スープレックスを決めて1本を先取。結局この1本で終了となり勝利を飾った。同月28日、TRPの1DayトーナメントであるKiller Kowalski Cup 2013に出場。1回戦でマイキー・ウェブ、準決勝でコンゴを破り、そして決勝でジミー・プレストンに勝利して優勝を飾った。
2014年1月11日、CZW Answering The Challengeにてクリス・ディッキンソンと対戦。最後にヒップトスからフォールを奪い勝利。4月3日、ニュージャージー州を拠点とするEVOLVEのEVOLVE 28に参戦。ドリュー・グラックと対戦し、終盤にグラックのフィニッシャーであるグロックを極められるが切り返してチョークスリーパーを決めて勝利した。5月10日、CZW Proving Grounds 2014にてCZW世界ヘビー級王座を保持するドリュー・グラックに挑戦。最後にSTFを決めるとギブアップを奪い、CZW最高の王座を戴冠した。CZW世界ヘビー級王座戴冠後、ダニー・ハヴォック、マット・トレモント、マイク・ベイリー、ジェイク・クリストなどを相手に防衛を重ねる。10月にはドイツにて行われたCZW、ドイツを拠点とするwXw（Westside Xtreme Wrestling）、大日本プロレスが3団体合同で行ったWorld Triangle League 2014に出場。予選で勝ち点7を勝ち取り決勝に進出。同月5日、決勝でのカーステン・ベック、リッチ・スワンとの3wayマッチにて対戦するがベックがスワンへパイルドライバーを決めて勝利し、優勝するに至らなかった。同月のヨーロッパ遠征ではマーティン・カービー、エル・リヘロ、ピート・ダンなどを相手にCZW世界ヘビー級王座戦を行い防衛した。11月、中国にて行われたWWNLive In Chinaにて同月12日にはティモシー・サッチャーと対戦して勝利。同月13日にはジョディ・クリストファーソンと対戦してカウントアウトにより勝利した。同月よりCZWでライバル関係であったドリュー・グラックとフォース・ガンなるタッグチームを結成。同月29日、Beyond Tournament For Tomorrow 3:16にグラックとのタッグでエントリーし、決勝まで進出。同月30日の決勝にて4wayイリミネーションタッグマッチを行い優勝を飾った。
2015年4月26日、カナダの団体であるSMASHのThe Art Of Warにてグラックと組んでアメリカン・ウルブズ（エディ・エドワーズ & デイビー・リチャーズ）と対戦して勝利。6月26日、カリフォルニア州を拠点とするPWG（Pro Wrestling Guerrilla）のMystery Vortex IIIにてティモシー・サッチャーと対戦して最後にヘッドロック・チョークを決めて勝利。9月26日、Beyond Greatest Rivals Round Robinに出場。ドリュー・グラック、ティモシー・サッチャー、エディ・エドワーズ、自身を含めた4名での総当たり戦によるポイント制のトーナメントであり、1回戦でグラック、2回戦でサッチャーに勝利。そして3回戦で勝ち点2同士のエドワーズと対戦。最後に逆落としを決めて勝利。優勝を飾った。

### WWE

#### NXT
2015年9月1日、WWEと契約を交わして入団する事が発表された。10月28日、公式に入団する事が決定し、育成施設であるWWEパフォーマンスセンターでトレーニングを開始。同月30日、傘下団体であるNXTのNXT Liveにてハロウィンコスチューム・バトルロイヤルに本名名義であるクリス・ジラード（Christopher Girard）でデビューを飾った。
2016年1月9日、NXT Liveにてリッチ・スワンと対戦。最後にホッピング450°を決められ敗戦。2月24日、NXTにて初登場。ウーハー・ネイションと対戦。中盤にはエルボーとアッパーを打ち分け、ヨーロピアン・アッパーカットを決めて追い込む。さらにネックロックを決めて攻めるが最後に延髄斬りからトス・パワーボムへと繋がれ敗戦。
6月9日、NXTのテーピングに合わせてリングネームをオニー・ローキャン（Oney Lorcan）に変更。

## 得意技
フィニッシュホールド 
ハーフ・アンド・ハーフ・スープレックス
フィニッシャー。ハーフネルソン・スープレックス
逆落とし
スタンディング・スリーパーホールドの状態から後方へ回転して首を絞めながら払い腰の要領でマットに叩きつける技。投げた後、そのままスリーパーホールドをかけ続けてギブアップを奪う場合が多い。

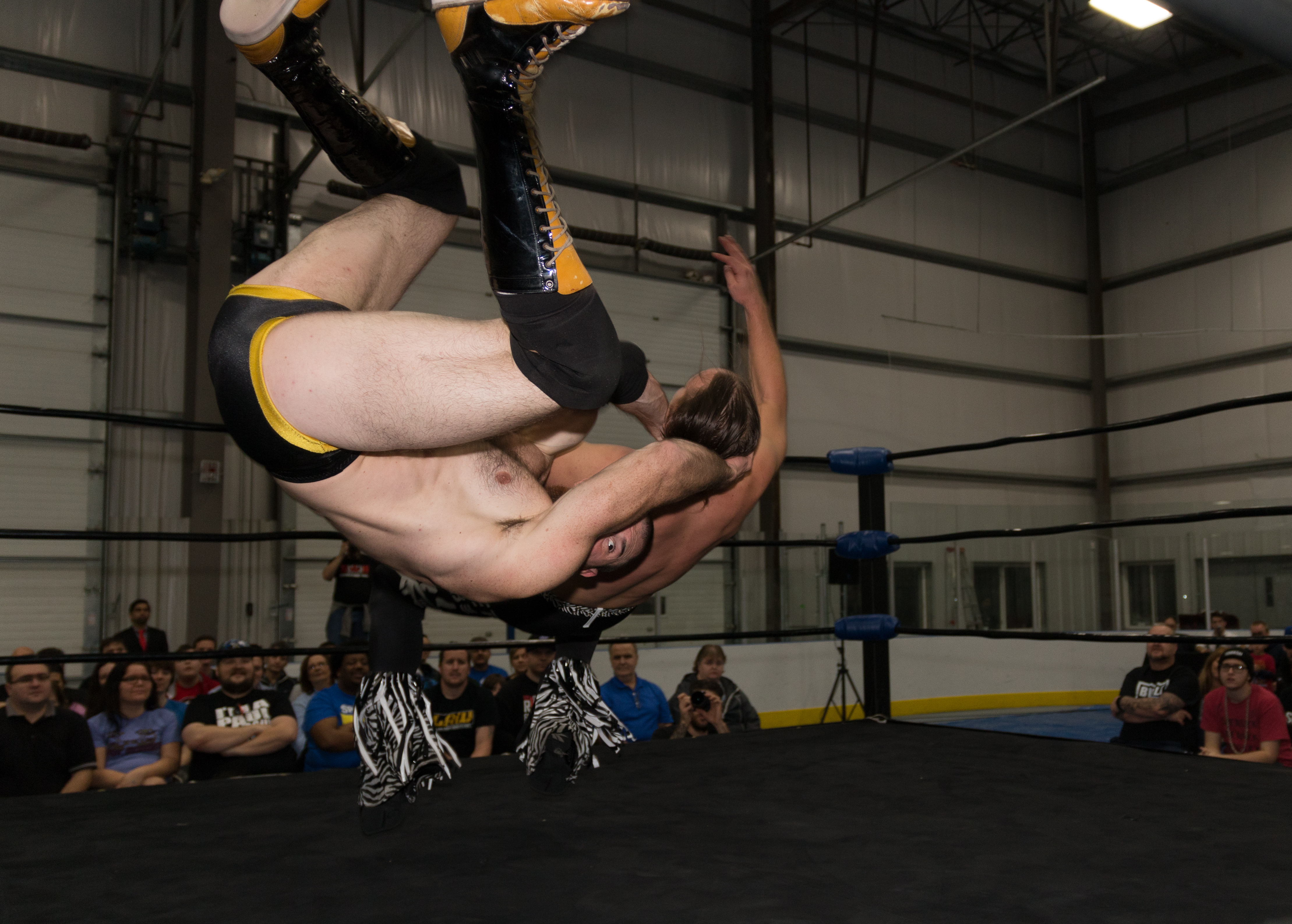
ブロックバスター
ランニング・ローリング・ネックブリーカー
 その他得意技 
ジャーマンスープレックス
スーパープレックス
スーパープレックス
ベリー・トゥー・バック・スープレックス
スリーパーホールド
フィギュアフォー・レッグロック
ハングマンズ・ネックブリーカー
STF
サマーソルト・プランチャ
エルボー
ヨーロピアン・アッパーカット
通常のヨーロピアン・アッパーカット、ランニング式 ヨーロピアン・アッパーカットの２種類使用する。
バック・ハンド・チョップ
クローズライン

## 獲得タイトル
CZW
- CZW世界ヘビー級王座 : 1回

TRP
- TRPヘビー級王座 : 1回
- TRPインターステート王座 : 1回

## 入場曲
- Bro Hymn - Pennywise
- Take It If You Want It
- Combative - 現在使用中